# Karol Bobko
Karol Joseph Bobko (23. prosince 1937 New York, USA – 17. srpna 2023), byl americký astronaut z programů MOL, Apollo, Skylab a z letů s raketoplány, 115. člověk ve vesmíru.

## Život

### Mládí a výcvik
Po základní škole byl studentem Brooklyn Technical High School v New Yorku. Na akademii vojenského letectva (United States Air Force Academy) získal titul inženýr v roce 1959. Po absolvování univerzitních studií v jižní Kalifornii (University of Southern California) byl v roce 1970 jmenován magistrem kosmických věd. V červnu 1966 byl vybrán pro vojenský kosmický program MOL. V roce 1969 se stal členem skupiny připravujících se amerických astronautů NASA. Byl členem týmu Skylab Medical Experiments Altitude Test. Pak byl členem podpůrné posádky programu Sojuz-Apollo. V té době měl hodnost podplukovníka amerického letectva. A ještě později se zacvičil pro lety na raketoplánech. Stal se 115. člověkem ve vesmíru. Měl přezdívku Bo.

### Lety do vesmíru
Poprvé letěl ve vylepšeném raketoplánu Challenger v dubnu 1983 z Kennedyho vesmírného střediska na Floridě. Velitelem byl Paul Weitz, ve čtyřčlenné posádce byli s dr. Bobkem dále dr. Franklin Musgrave a Donald Peterson. Hlavním a také splněným úkolem letu bylo vypustit na orbitální dráhu velkou družici TDRS-A. Přistáli po pěti dnech na základně Edwards.
Při druhém letu o dva roky později byl již velitelem lodě. Letěl na raketoplánu Discovery společně s šesti dalšími astronauty, mezi nimiž byl i senátor Edwin Garn, dále Donald Williams, dr. Margaret Seddonová, Stanley Griggs, dr. Jeffrey Hoffman a technik firmy McDonnell Douglas Charles Walker. Startovali opět na Floridě, také přistání bylo shodné s prvním letem. Vypustili na orbitě družici Anik C-1 a druhou Leasat 3. Druhá družice ovšem po vypuštění nezačala fungovat i přes řadu pokusů astronautů ji opravit. Každý takový nezdar ovlivnil finanční výtěžek letu.
Ještě tentýž rok letěl potřetí. Byl to let financovaný armádou, ryze vojenský. Start i přistání bylo stejné, nicméně vše proběhlo v tajnosti. Na palubě raketoplánu Atlantis byl plukovník Bobko, pplk. David Hilmers, plk. Robert Stewart a major William Pailes. Během čtyř dnů na orbitě vypustili dvě identické špionážní družice USAF typu DSSS – 3.
Během třech svých letů strávil ve vesmíru 16 dní.
- STS-6, Challenger (4. dubna 1983 – 9. dubna 1983)
- STS-51-D, Discovery (12. dubna 1985 – 19. dubna 1985)
- STS-51-J, Atlantis (3. října 1985 – 7. října 1985)

### Po odchodu z NASA
V roce 1988 odešel z NASA a letectva (v hodnosti plukovníka) a nastoupil do firmy Booz Allen Hamilton v texaském Houstonu, stal se jejím ředitelem a řídil aktivity související s lety do vesmíru. Zaměřoval se na vysoce výkonnou simulaci výcviku, hardwarové a softwarové systémové inženýrství, kontrola a testování kosmických lodí, vývoj kosmických stanic a integraci programů.
V roce 2000 Bobko nastoupil do společnosti SPACEHAB, Inc. v texaském Houstonu, která zajišťovala úložné plošiny a přetlakové výzkumné moduly, jež létaly v nákladovém prostoru raketoplánu. Zastával funkci viceprezidenta pro strategické programy. V roce 2005 nastoupil do společnosti Science Applications International Corporation (SAIC) jako programový manažer pro smlouvu s NASA Ames Research Center Simulation Laboratories (SimLabs).
Do důchodu odešel v roce 2014, i když nadále působil jako konzultant.

### Osobní život
Bobko byl ženatý s F. Dianne Welshovou, s níž měl dvě děti, Michelle a Paula. Žili v Half Moon Bay v Kalifornii.
Za své služby pro americký vesmírný program byl Bobko mimo jiné vyznamenán medailí NASA za výjimečné služby a medailí NASA za kosmické lety. V roce 2011 byl uveden do Síně slávy amerických astronautů a v roce 2018 do Síně slávy muzea letectví Cradle of Aviation na Long Islandu.
Zemřel 17. srpna 2023 ve věku 85 let.